# Jörg Gläscher
Jörg Gläscher (* 1966 in Osnabrück) ist ein deutscher Künstler, der auf dem Gebiet der Malerei, Dokumentarfotografie und des Fotojournalismus arbeitet.

## Leben und Werk
Jörg Gläscher ist ein deutscher Künstler, der Themen wie die Nachwirkungen in Bosnien-Herzegowina (Antifragil), den Wandel der deutschen Streitkräfte (Der Tod kommt später, vielleicht), den lutherischen Glauben in Europa (Lutherland) und die grundlegende Gewaltenteilung in demokratischen Regierungen weltweit (Der Eid/the Oath) behandelt hat.
Er wurde an der Hochschule für Grafik und Buchkunst in Leipzig ausgebildet.
Jörg Gläscher ist verheiratet und lebt in Leipzig.

## Publikationen (Fotobücher)
- 2011: Der Tod kommt später, vielleicht/death comes later, maybe, ISBN 978-3-86828-266-5 (online)
- 2017: Lutherland, Evangelische Verlagsanstalt, ISBN 978-3-374-04955-4
- 2021: Der Eid/The Oath, Hartmann Books, ISBN 978-3-96070-076-0 (online)
- 2023: Twelve Waves/zwölf Wellen, Hartmann Books, ISBN 978-3-96070-101-9 (online)

## Ausstellungen
(Quelle: Jörg Gläscher)
- 2011: death comes later, maybe, fotodoks München
- 2014: Echoland, the wrestling on europe, Festspielhaus Hellgrau bei Dresden
- 2017: Lutherland, Deutsches Hygiene-Museum, Dresden